# Gyula Rochlitz
Dans le nom hongrois Rochlitz Gyula, le nom de famille précède le prénom, mais cet article utilise l’ordre habituel en français Gyula Rochlitz, où le prénom précède le nom.
Gyula Rochlitz, né le 5 décembre 1825 à Nagyrőce et mort le 18 janvier 1886 à Budapest est un architecte classique hongrois. Sa réalisation la plus connue est la Gare de Budapest-Keleti.